# Mamara
El mamara o senufo-mamara, syènara-mamara o minianka, és una llengua senufo parlada pels miniankes de Mali. Pertany a la família de llengües nigerocongoleses, grup de les atlàntic-congoleses, subgrup de les voltaic-congoleses, branca de llengües senufo.